# Présentation ou Charlotte et son steak
Présentation ou Charlotte et son steak è un cortometraggio del 1951, scritto e diretto da Éric Rohmer.